# Unió de Forces Democràtiques-Nova Era
La Unió de Forces Democràtiques-Nova Era (Union des Forces Democratiques-Ere Nouvelle) fou un partit d'oposició a Mauritània, establert després del retorn al multi partidisme el 1991  i prohibit i dissolt l'any 2000. El secretari general del partit era Ahmed Ould Daddah. El febrer de 1997 es va formar el Front de Partits de l'Oposició (FPO), de cinc partits, inclòs l'UFD-EN; va boicotejar les eleccions presidencials del desembre de 1997, en què el president Maaouya Ould Sid'Ahmed Taya va ser fàcilment reelegit.
Va obtenir el 33% a les eleccions presidencial del 1992. El 1993 Hamid Uld Muknas e va escindir amb nombrosos militants i va formar la Unió per la Democràcia i el Progrés (Union pour la Democratie et le Progres, UDP).
A les eleccions de 1994 va aconseguir forta representació al sud però després van seguir escissions: militants negres va revitalitzar El-Hor (Homes Lliures o Llibertat), i un altre de joves intel·lectuals va formar el Mouvement des Democrates Independants (MDI), que va acabar aliat amb el partit del govern, PRDS.
El 1995 membres també negres, integrants del comitè de crisis del partit, es van escindir i van entrar a El Hor. El mateix 1995 es va establir una organització comuna de negres i moros blancs anomenada Acció pel Canvi, dirigida per l'antic secretari general de la UFD, Messaoud Ould Boulkheir, considerat pro libi, partit que fou suspès el 1997.
El partit es va veure debilitat per diverses escissions durant la seva existència. El 1998, una facció del partit liderada per Mohamed Ould Maouloud, coneguda com a UFD/B i que més tard es va convertir en la Unió de les Forces del Progrés, es va separar de la facció sota el lideratge de Daddah. L'UFD-EN sota el lideratge de Daddah va boicotejar les eleccions locals del gener de 1999, en què va participar la facció d'Ould Maouloud.
El 1996 va perdre bona part dels escons i el líder Ahmed Uld Dada va acusar al govern de frau, retirant-se de la segona volta. El 1997 a les eleccions presidencials es va integrar en el Front Popular (UFD, Acció pel Canvi, El Altala, Aliança pel Canvi i el Progrés, i la Unió per la Democràcia i el Progrés) que finalment no hi va concórrer.
L'octubre del 2000, l'UFD-EN va ser dissolta pel Govern, que va al·legar que incitava a la violència i perjudicava els interessos nacionals. Posteriorment es va establir un partit successor, la Concentració de Forces Democràtiques (RFD), amb Daddah com a president.